# Flughafen Hateruma

i7
i11
i13
Der Flughafen Hateruma (japanisch 波照間空港 Hateruma Kūkō, IATA-Code: HTR, ICAO-Code: RORH) ist ein kleiner Verkehrsflughafen auf der Insel Hateruma in Japan, Präfektur Okinawa. Der Flughafen liegt etwa 2 Kilometer östlich vom gleichnamigen Dorf Hateruma an der Ostküste der Insel. Von hier gibt es derzeit (2009) nur Inlandsverbindungen. Der Flughafen Hateruma gilt nach der japanischen Gesetzgebung als Flughafen 3. Klasse.